# Involution (Medizin)
Als Involution bezeichnet man die natürliche Rückbildung eines Organs, das nur begrenzte Zeit aktiv ist. Sie kann vollständig oder partiell sein und stellt eine späte Form der physiologischen Atrophie dar.
Typisch ist eine komplette Involution bei einigen lymphatischen Organen wie dem Thymus oder der Bursa Fabricii. Unmittelbar nach einer Geburt, im Puerperium, kommt es wieder zur Rückbildung der Gebärmutter, nach der Säuge- bzw. Stillzeit auch der Milchdrüse. Auch während der Fetalentwicklung treten Involutionsvorgänge auf. So gehen der eigentlichen Niere bei den Amnioten (Reptilien, Vögel, Säugetiere) zwei phylogenetisch ältere Nierengenerationen (Vorniere und Urniere) voraus. Altersbedingt ist die Involution im Genitalbereich, so insbesondere die Involution des Uterus nach der Menopause und die testikuläre Involution in höherem Alter.
Auch die Sprachorgane sind den Prinzipien der Involution unterworfen. Besonders im Bereich der Demenzerkrankungen wird die Involution der Sprachorgane spürbar. Auch bei physiologischem Altern ist die Sprachinvolution beschrieben worden. Im Verlauf der psycholinguistischen Altersforschung hat sich gezeigt, dass die Prozesse der Rückbildung sprachlicher Funktionen nicht auf das Alter begrenzt sind und bereits bei 20-jährigen Menschen beginnen.
Bei Konrad Lorenz bedeutet Involution das von ihm verabscheute „Gegenteil der Evolution“, wie es in der Phylogenese von Parasiten, etwa Bandwürmern, vorliege. Deren Evolution wird jedoch gemeinhin sehr wohl als Spezialisierung und damit Höherentwicklung gesehen. Lorenz’ eigentlicher Anlass zur Involution ist seine Befürchtung, der Mensch oder bestimmte Teile der Menschheit könnten mangels biologischer Selektion degenerieren (Selbstdomestizierung, „Verhausschweinung“).

## Geschichte

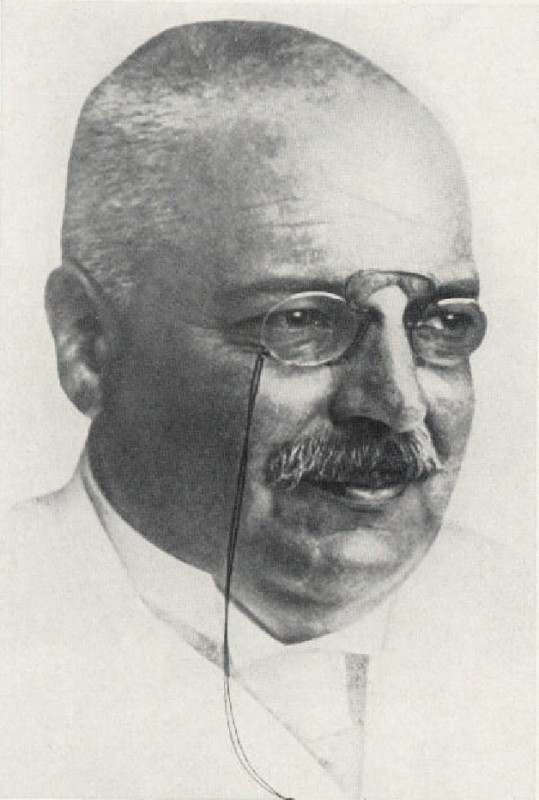
Alois Alzheimer

Die Anfänge der Erforschung von Involution der Sprache liegen in der Beschreibung präseniler Demenz bei Alois Alzheimer(1907). Jedoch ist die Entwicklungspsychologie in der ersten Hälfte des 20. Jahrhunderts zunächst noch überwiegend an den Phänomenen der kindlichen und jugendlichen Entwicklung orientiert gewesen. Erst in den 1960er und 1970er Jahren ist die Erforschung des alternden Menschen ein eigener Schwerpunkt der Psychologie geworden. Etwa gleichzeitig hat die Patholinguistik sich mit Diagnostik und Therapie des Sprachverlustes (Aphasie) befasst. Die mit den 1990er Jahren entstandene Neurolinguistik (Leuninger 1990) hat den Focus der Patholinguistik in zweierlei Hinsicht ausgeweitet:
- Neben Aphasieforschung trat die allgemeinere Demenzforschung.
- Auch die Involution der Sprache gesunder Individuen wurde thematisiert.

Daher verfügt die psycholinguistische Involutionstheorie (wenngleich noch selten aus philologischer Feder) über ein reiches Wissen bezüglich Orthologie (Kenntnis des Gesunden) und Pathologie der Sprach-Involution.

## Genetik
Genetisch ist die Involution der Sprache bei höheren Organismen besonders durch Telomere prädeterminiert. Telomere sind kleine, vielfach wiederholte Basensequenzen (z. B.TTAGGG), die für die Bezeichnung eines Chromosom-Endes codierend sind. Sie werden nicht für die Synthese irgendwelcher Eiweiße benötigt, sondern dienen übergeordneten Zwecken der Zell-Reproduktion. Mit jeder Zellteilung wird der Tochterzelle ein Telomer weniger übertragen. Wenn alle Telomere „aufgebraucht“ sind, ist keine weitere Zellteilung mehr möglich. So ist in allen Geweben des Körpers die Reproduktion zeitlich begrenzt. Wenn die Anzahl nicht mehr teilungsfähiger Zellen erheblich ist, entstehen die typischen Zeichen der Alterung (z. B. Osteoporose, Hautfalten, Lymphozytopenie, Immunschwäche, Anaemie, Postmenopause, Impotenz etc.).

## Physiologie
Der Zustand eines Individuums wird als physiologisch bezeichnet, wenn er dem Durchschnitt einer gesunden Population entspricht.
Bezüglich der Involution sind vor allem die folgenden Funktionsbereiche von gesunder Rückbildung betroffen: Stimme, Visus, Gehör, Nonverbalik, Lexik, Artikulation, Mnemik und Pragmatik.

### Stimme

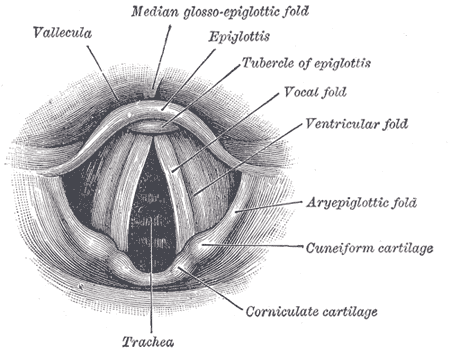
Stimmritze und Stimmbänder

Die Stimme der Frau senkt sich nach Erreichen der Postmenopause (zwischen dem 40. und 50. Lebensjahr) aufgrund eines relativ hohen Testosteronspiegels im Blut. ´Relativ´ besagt in diesem Zusammenhang, dass die Menge des im Serum vorhandenen Testosterons im Vergleich zu derjenigen des Oestrogens erhöht ist. Es wird nicht absolut mehr Testosteron gebildet, sondern aufgrund des drastisch erniedrigten Oestrogenspiegels ist relativ viel Testosteron vorhanden. Daher entsteht ein Wachstumsschub im Kehlkopf. Der vergrößerte Kehlkopf bringt eine Absenkung der Grundintonation beim Sprechen mit sich. Die Stimme sinkt um eine Terz bis Quinte im Vergleich zur mittleren Intonation vor der Postmenopause.
Nicht selten versuchen postmenopausale Frauen, die Absenkung der Intonation zu verbergen, indem sie angestrengt hoch sprechen und singen. Chronische Heiserkeit ist die Folge. Sie kann eine Leukoplakie mit fakultativer Präkanzerose nach sich ziehen. (Im Volksmund spricht man von „Stimmlippenknötchen“ und „Kehlkopfkrebs“.)
Beim Mann entsteht das sog. Altersrasseln. Die Stimme erscheint heiser, obwohl keine Infektion des Kehlkopfes vorhanden ist. Ursache ist die Konsistenz der Schleimhäute im Larynx (Kehlkopf). Altersrasseln wird intuitiv als untrügerisches Zeichen einer gealterten Stimme verstanden und gilt bei Sängern als Grund für Beendigung der Konzert-Karriere.

### Visus

Aufbau des Wirbeltierauges

Ebenfalls zwischen dem 40. und dem 50. Lebensjahr entwickelt sich eine Altersfehlsichtigkeit (Presbyopie), die vor allem das Lesen ohne Brille betrifft. Da das Tragen einer solchen die Fehlsichtigkeit nach außen sichtbar signalisiert, wird durch das Tragen der Lesebrille der nonverbale Ausdruck des in die Jahre gekommenen Menschen erheblich beeinflusst. Kontaktlinsen sind eine zunehmend gewählte Alternative. Besonders bei Frauen wird der Versuch, trotz einsetzender Presbyopie ohne Lesebrille auszukommen, nicht selten pathologisch: Kopfschmerz und vegetative Erschöpfung gelten als Resultate verzögerter Lesehilfe.

### Gehör

Querschnitt durch das menschliche Ohr

Schwerhörigkeit (Hypakusis) setzt bereits im Alter von 20 Jahren („schleichend“) ein und manifestiert sich ab einem Alter über sechzig Jahren als schwerwiegendes Handicap der sozialen Kommunikation. Insbesondere wird die Unfähigkeit, Hintergrundgeräusche auszufiltern, als störend empfunden. Altersschwerhörige versagen im Gespräch bei Erklingen von Hintergrundgeräuschen. Öffentliche Verkehrsmittel, Gaststätten und Versammlungen werden nicht mehr gelitten. Vereinsamung und Depression sind nicht selten die Folge.

### Nonverbalik

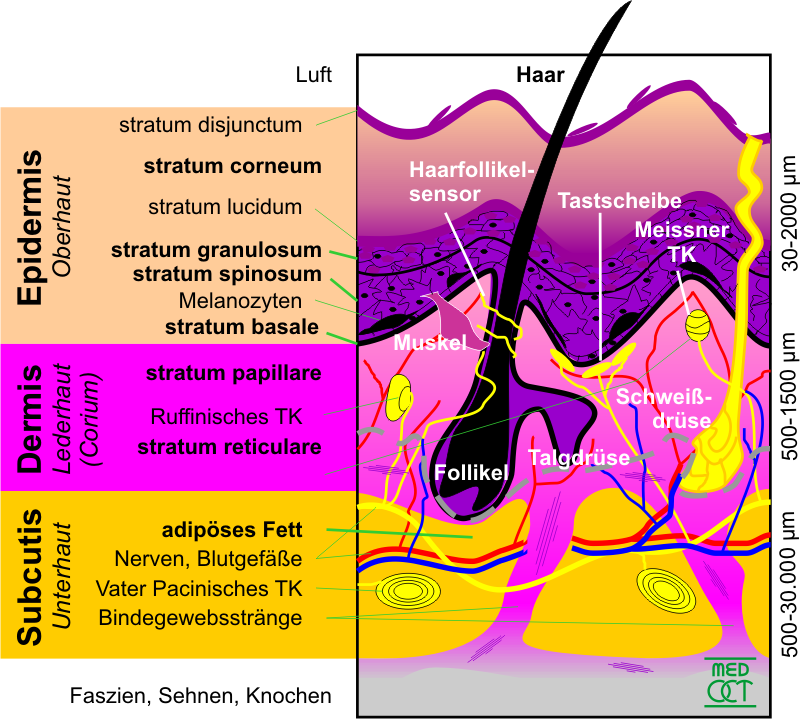
Aufbau der menschlichen Haut

Weißes Haar, gebeugter Rücken, faltige Haut, Ruhetremor und behinderte Beweglichkeit sind deutlich sichtbare Anzeichen des Alterns und damit unwillkürlich Teil des nonverbalen Ausdrucks (Nonverbalik). Mehr als die verbal vollzogene Äußerung kennzeichnen die Nonverbalia frühzeitig den alternden Menschen.
Die Alterung der Haut ist vor allem auf zwei Komponenten zurückzuführen:
- Faltenbildung durch Ausrichtung der Bindegewebsfasern in der Dermis,
- Vermehrung des Stratum disjunctum der Epidermis.

Die Faltenbildung wird auf die Ausrichtung der interzellulären Fasern in der derben Dermis (sog. Lederhaut) zurückgeführt. Das Stratum disjunctum ist die äußerste Schicht der Epidermis. Sie besteht aus abgestorbenen Epithelzellen, die nur noch als Schutzschicht den lebendigen Zellen der Epidermis übergelagert ist. Das Stratum disjunctum ist beim alten Menschen meist dicker als in jungen Jahren.
Das Alter der Haut (besonders der Gesichtshaut) wird in der natürlichen Kommunikation meist unbewusst wahrgenommen und in die Einschätzung des Partners einbezogen.
Die genannten Phänomene treten besonders bei der Entwicklung von Krankheiten des Alters hervor: Osteoporose (sog. Knochenschwund), Erkrankungen der Wirbelsäule, Parkinson-Krankheit etc. Stimmtremor wird als paraverbales Zeichen einer krankhaft veränderten Stimme verstanden.

### Artikulation
Artikulation bezeichnet den Vorgang des Sprechens durch die daran beteiligten Organe. Sie unterscheidet sich von der im Gehirn repräsentierten Struktur der Sprache (Sprachzentrum) und der gesprochenen Sprache als solcher. Beim alternden Menschen ändert sich die Artikulation durch Veränderungen im zentralen Nervensystem in folgenden Punkten:
- Infolge von Zellverlust bzw. Funktionsverlusten im Bereich des extrapyramidalen Nervensystems wird die Artikulation hypolalisch (leise und schwach artikuliert).
- Infolge von Zellverlust bzw. Funktionsstörungen im Bereich des pyramidalen Nervensystems wird die Artikulation langsam (bradylalisch), und es zeigen sich zunehmend sog. Wortfindungsstörungen.[11]

### Lexik
Im Gegensatz zur Jugendsprache und den sog. Altersdialekten des Kindes ist die Lexik (z. B. Wortschatz) des alternden Menschen bisher wenig erforscht. Kennzeichnend sind die verminderte Aufnahme sog. Neubildungen (Neologismen) und das Festhalten an Formen und Wortbildungen aus der Mode gekommener Ausdrücke. So werden Lexeme der Jugendsprache wie „geil“, „super“, „mega“ etc. gemieden, während man Genitiv-Fügungen anstelle üblich gewordener Dative bevorzugt. Auch Wendungen mit archaischem Charakter gelten als Kennzeichen der Lexik älterer Menschen: z. B. „sich eines Vorteils begeben“ etc. Als Jargon werden die lexischen Anzeichen des alternden Menschen teilweise in verschiedenen Männervereinigungen gepflegt (z. B. Freimaurer, Schlaraffen, Niederlandter, Ritterbünde).

### Mnemik

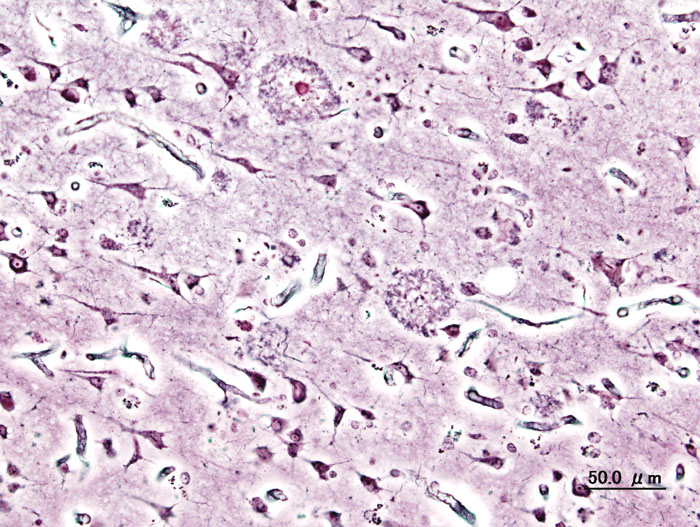
Senile Plaques (Silberimprägnation)

Die Erinnerungsfähigkeit des älteren Menschen ist zunehmend in den Bereichen kurz- und mittelfristigen Memorierens eingeschränkt. Die sog. Gedächtnisschwäche gilt als herausragendes Zeichen einer beginnenden Demenz-Erkrankung und wird in standardisierten Tests durch Abfragen der örtlichen und zeitlichen Orientierung und durch Wort-Wiederholungs-Aufgaben geprüft. Auch beim Rechnen mit zweistelligen Zahlen ist das Memorieren von Zwischenergebnissen im Alter erschwert (vgl. Rechenaufgaben im Demenz-Screening). Da die nachlassende Erinnerungsfähigkeit ein gesundes Alterszeichen ist, kann Demenz nur bei extremer Abweichung gegenüber dem Altersmittel indiziert sein.
Im Sprachverhalten macht sich die eingeschränkte Mnemik durch sog. Wortfindungsstörungen und mangelnde Verarbeitung der Gesprächsinhalte von Dialogen bemerkbar (vgl. auch Empathiemangel).

### Pragmatik
Die Pragmatik des alternden Menschen ist unter Umständen durch sehnsuchtsvolle Verklärung früherer Zeiten (Nostalgie) gekennzeichnet. Mit Nostalgie geht die Neigung zum Festhalten an überholten Konzepten (Rigidität) einher. Besonders erschwerend wirkt sich die häufige Verletzung der Turn-Regelungen aus. Alte Menschen neigen dazu, dem Gesprächspartner ohne Beachtung der Regeln für die Turn-Übergabe sozusagen ins Wort zu fallen. Die Gesprächspartner reagieren häufig mit Meidung des alten Menschen. Zunehmende Vereinsamung ist die Folge. Depressionen in der Situation sozialer Isolation sind zunehmend behandlungsbedürftig.

## Pathologie
Aphasie (krankhafter Sprachverlust) und Demenz sind die beiden Hauptgruppen der Sprachkrankheiten im fortgeschrittenen Lebensalter.

### Aphasie

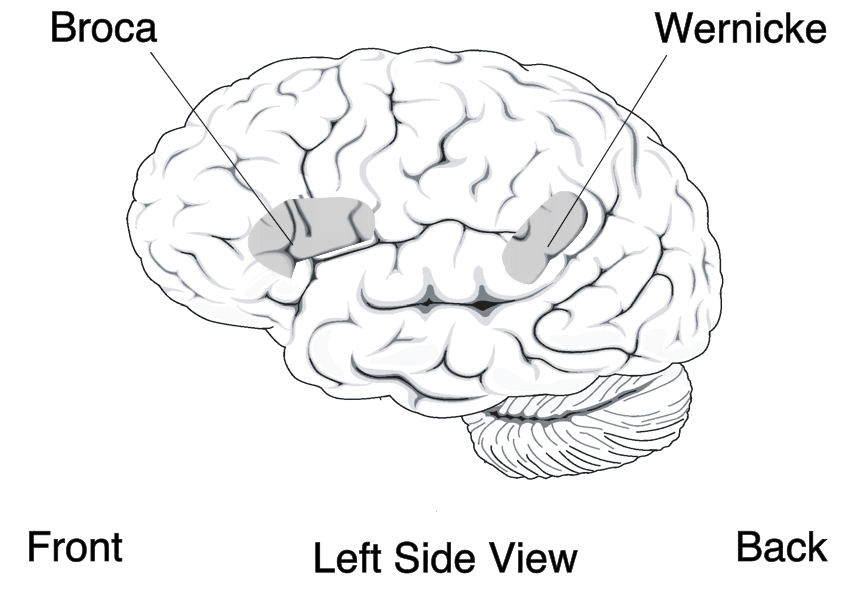
Gehirnareale, deren Störung Broca- bzw. Wernicke-Aphasie verursachen

Besonders infolge Schlaganfälle und bei Hirnmetastasen bösartiger Erkrankungen (Malignom) wird plötzlicher Ausfall von Sprachfunktionen beobachtet. Es kann sein, dass die Sprache sozusagen „komplett weg“ ist (Totalaphasie). Meist ergibt sich im weiteren Verlauf der aphasischen Erkrankung eine Abklärung in Richtung vorwiegend motorischer Aphasien bzw. vorwiegend sensorischer Aphasien. Beide können mit erheblicher Störung der Sprachgedächtnisses verbunden sein: motorisch-amnestisch vs. sensorisch-amnestisch. Besonders bei Durchblutungsstörungen zentraler Areale des Gehirns wird eine komplexe Verwirrtheit des sprachlichen Ausdrucks mit Zentralaphasie bezeichnet.
Diagnostisch bedarf es näherer Abklärung der Bereiche sprachlicher Störung. Eine Regel des Klinikers besagte über Jahrzehnte, in der Zeit der Spontanremission nach Apoplex sei Sprachtherapie kontraindiziert. Jedoch scheint bei Patienten mit guten Rehabilitationschancen frühes Einsetzen logopädischer Übungstherapie durchaus nützlich.

### Demenz
Gegenüber Debilität als Bezeichnung ungenügenden Sprach- und Intelligenz-Erwerbs wird Demenz als Bezeichnung von Verlusten bereits erworbener Intelligenz und Sprache verwendet.

#### Alzheimer-Demenzen

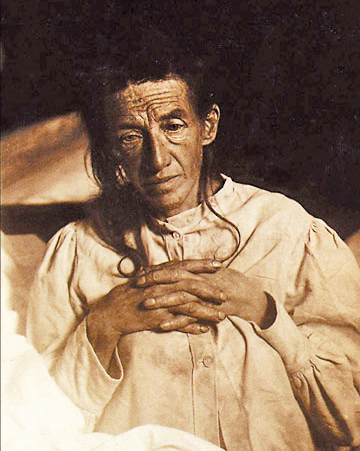
Auguste Deter, Alzheimers erste Patientin

Alzheimer-Demenzen sind durch den Untergang von Nervenzellen im Bereich der Hirnrinde infolge von Amyloid-Ablagerungen am Soma (Zellkörper) gekennzeichnet. Die Patienten finden nicht mehr vom Spaziergang in gewohnter Umgebung nach Hause, versäumen fest vereinbarte Termine und können ihren Tagesablauf nicht mehr weitreichend planen. Sprachlich sind Wortfindungsschwächen und Störungen des Memorierens leitsymptomatisch.
Es werden zwei Typen der Alzheimer-Demenz unterschieden, die durchaus ähnliche Sprachsymptome aufweisen:
1. präsenile Alzheimer-Demenz
2. senile Alzheimer-Demenz.

Die präsenile Alzheimer-Demenz manifestiert sich bereits im Alter zwischen 40 und 50. Die senile Alzheimer-Demenz bricht erst im Alter über 60 aus. Beide Typen unterscheiden sich besonders im Verlauf, denn präsenile Alzheimer-Demenzen zeigen einen plötzlicheren Beginn und einen „steileren“ Krankheitsverlauf. Sprachlich sind die Bereiche Nonverbalik (besonders Verlust des „sprechenden“ Auges), Mnemik, Lexik und Pragmatik betroffen.

#### Alkoholische Demenz
Bei Vorliegen einer Wernicke-Enzephalopathie infolge chronischen Alkoholmissbrauchs entsteht das Korsakow-Syndrom als Demenz mit erheblicher Sprach-Symptomatik. Motorische Schwächen im Bereich der Artikulation, Mimik und Gestik sind von sensorischen Störungen (Halluzinationen, Missverstehen, abweichende Deutungen des beobachteten Geschehens) begleitet.

#### Morbus Parkinson
Die Parkinson-Demenz ist zunächst durch motorische Sprachstörungen gekennzeichnet. Aufgrund eines früh schon auftretenden Ruhetremors ist die Nonverbalik der Patienten indikativ. Aufgrund eines Mangels an Dopamin in den Arealen des extrapyramidalen Nervensystems können die Patienten die Grobform ihrer Bewegungen schlecht kontrollieren. Folglich kommt es zu Störungen des Schreibens (sog. Kritzelschrift) und der Artikulation (Leisheit, „verwaschenes“ Sprechen). Die Stimmführung im Verlauf einer Sequenz ist „monoton“, und die Inhalte der Gesprächsbeiträge sind oft „läppisch“.
Auf der Straße werden Parkinson-Patienten oft mit Alkoholikern verwechselt, weil sie bei plötzlichem Nachlassen der Medikament-Wirkungen in eine Krise der Körperbewegungen verfallen. Jedoch werden sie vom Rettungsdienst in der Regel an sozial orientierten Äußerungen erkannt.

#### Weitere Demenzen
Differentialdiagnostisch sind weitere Demenzen abzugrenzen; insbesondere Mb. Niemann-Pick, Mb. Binswanger, Mb. Kreuzfeld-Jacob, physiologische Altersdemenz etc.

### Physiologische Altersschwäche der Sprachfunktionen
Im Verlauf des hohen Alters (oft über 90) kommt es häufig zu einer allmählichen Zunahme der Prozesse gesunder Sprachinvolution, so dass die Betroffenen schließlich behandlungsbedürftig werden. Insofern wird die Diagnose „physiologische Altersdemenz“ gestellt.

## Diagnostik
Diagnostisch sind sog. Screenings von umfassenden Standardtests zu unterscheiden.
- Im deutschen Sprachraum ist das Kognitive Minimal Screening verbreitet.[16]
- Aus dem Englischen wurde in Deutschland der sog. CAMDEX standardisiert. Es handelt sich um eine Übertragung des in Cambridge erstellten Standardtests zur Messung sprachlicher und nonverbaler Intelligenz bei alten Menschen.[17]

Die frühe Diagnostik ist vor allem aus zwei Gründen wichtig:
1. Übende Verfahren können den Verlauf der Krankheit verlangsamen.
2. Neue Medikamente können den Verlauf der Krankheit über Jahre zum Stillstand bringen bzw. verlangsamen.

## Prophylaxe und Therapie
Prophylaktisch werden vor allem empfohlen:
- Oestrogen-Substitution bei postmenopausalen Frauen[18]
- Fettarme Ernährung[19]
- Sport[20]
- Kreative Betätigung[21]
- Übendes Memorieren.[22]

Zielsetzung der Therapien ist vor allem der Erhalt der Lebensqualität. Da Demenzerkrankungen gegenwärtig als nicht heilbar gelten, ist eine Verlangsamung des Krankheitsverlaufs für alle therapeutischen Interventionen oberste Zielsetzung. Dafür sind vor allem die folgenden Punkte hervorgehoben worden:
- Betreuung der familiären und der weiteren sozialen Bindungen[23]
- Erhalt der Sprachfunktionen (motorisch, sensorisch, kognitiv)[24]
- Betreuung der Hygiene und Ernährung[19]
- Begleitung des Sterbens.[25]